# Bupleurum rotundifolium
La perfoliada  ( Bupleurum rotundifolium) es una especie de la familia de las apiáceas.

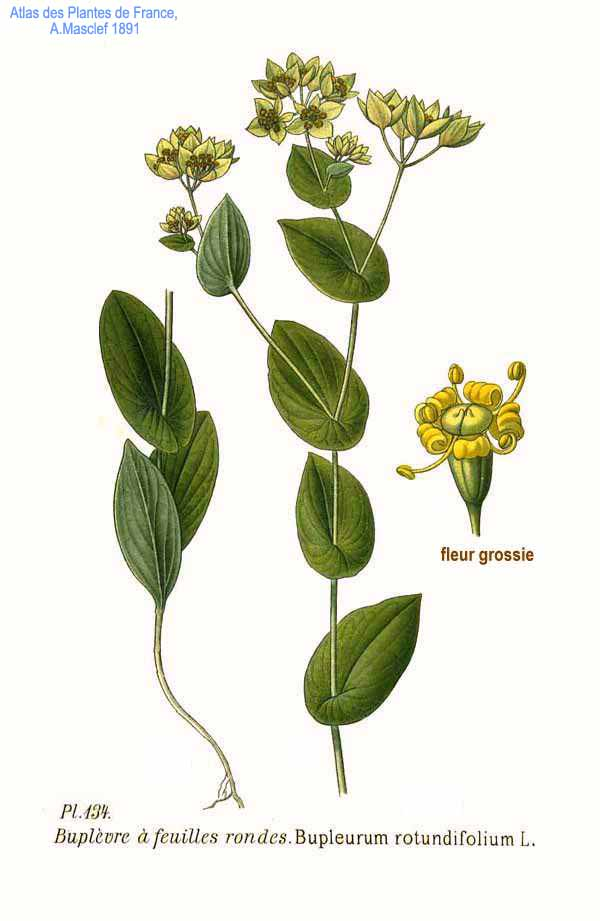
Ilustración

## Descripción
Planta casi sin ramas, erecta, anual, de hasta 75 cm, de hojas muy distintivas, elípticas o casi redondeadas, enteras, abrazadoras; hojas inferiores de pecíolo corto. Flores amarillas; sépalos ausentes: Umbelas de 5-10 radios primarios, brácteas ausentes; 5-6 bractéolas, oblanceoladas a ovadas, cortamente fusionadas en la base y más largas que la umbela secundaria, verdeamarillenta, extendida. Fruto oblongo, marrón-negruzco, de cestas delgadas. Florece en el verano.

## Distribución y hábitat
Lugares abiertos y secos, campos cultivables.

## Distribución
Centro y sur de Europa. Introducida en Gran Bretaña y Holanda.

## Propiedades
Indicaciones: La hierba es laxante, vulnerario. Las semillas se han usado en casos de hernia.

## Taxonomía
Bupleurum rotundifolium fue descrita por Carlos Linneo y publicado en Species Plantarum 1: 236. 1753.
Etimología
Bupleurum: nombre genérico que deriva de dos palabras griegas bous y pleurón, que significa "buey" y "costa". Probable referencia a las ranuras longitudinales de las hojas de algunas especies del género. Este nombre fue usado por primera vez por Hipócrates y, de nuevo, en tiempos relativamente modernos, por Tournefort y Linneo.
rotundifolium: epíteto latino que significa "con hojas redondas".
Sinonimia
- Bupleurum   agrestinum Gand.
- Tenoria rotundifolia (L.) Bubani
- Diatropa rotundifolia (L.) Dumort.
- Bupleurum perfoliatum Lam. [4]
- Perfoliata rotundifolia Fourr.
- Selinum perfoliatum E.H.L.Krause[5]

## Nombre común
- Castellano: haloche, oreja de liebre, perfoliada, perfoliata.[6]